# Mongoloraphidia kaltenbachi
Mongoloraphidia kaltenbachi là một loài côn trùng trong họ Raphidiidae thuộc bộ Raphidioptera. Loài này được H. Aspöck và đồng sự miêu tả năm 2002.